# مارتا كوستا
مارتا كوستا (من مواليد 30 أكتوبر 1956) إدارية وسياسية برازيلية. وهي عضو في الحزب الديمقراطي الاجتماعي ومتصلة بجمعية القس خوسيه ويلينجتون بيزيرا دا كوستا.

## السيرة الشخصية
وُلدت مارتا كوستا في ساو باولو، وهي متزوجة من لويس كوستا جونيور، وهي ابنة خوسيه ويلينجتون بيزيرا داكوستا وواندا فريري.
انتقلت عائلتها من سيارا لمحاولة إعادة بناء حياتهم في ساو باولو، حيث أصبحوا بائعين، حتى بدأ والدها يكرس حياته لإيمانه بالله.
تخرجت كوستا في الآداب وإدارة الشركات.
بدأت حياتها العامة كمستشارة لمدينة ساو باولو لثلاث فترات، وكانت أيضًا بديلاً للسيناتور ألويسيو نونيس. خلال فترة عملها كمستشارة للمدينة كانت كوستا رئيسة للعديد من اللجان، وتحولت العديد من المشاريع إلى قانون، وكانت أول امرأة تشغل منصب نائب رئيس مجلس البلدية.
تم انتخابها لفترة ولايتها الأولى كنائبة لولاية ساو باولو في انتخابات الولاية لعام 2014 وأعيد انتخابها في عام 2018.
في 31 أغسطس 2020 تم الإعلان عن مارتا كوستا كنائب لأندريا ماتاراتزو عن الحزب الديمقراطي الاجتماعي في الانتخابات البلدية لعام 2020 كمرشح لمنصب نائب العمدة.